# Jonathan Milan
Jonathan Milan (Tolmezzo, 1 de octubre de 2000) es un deportista italiano que compite en ciclismo en las modalidades de pista, especialista en las pruebas de persecución, y ruta.
Participó en dos Juegos Olímpicos de Verano, obteniendo dos medallas en la prueba de persecución por equipos, oro en Tokio 2020 (junto con Simone Consonni, Filippo Ganna y Francesco Lamon) y bronce en París 2024 (junto con Simone Consonni, Filippo Ganna y Francesco Lamon).
Ganó ocho medallas en el Campeonato Mundial de Ciclismo en Pista entre los años 2020 y 2024, y siete medallas en el Campeonato Europeo de Ciclismo en Pista entre los años 2020 y 2024.
En octubre de 2024 estableció una nueva plusmarca mundial de persecución individual en el Campeonato Mundial (3:59,153).
En carretera obtuvo cuatro victorias de etapa en el Giro de Italia (una en 2023 y tres en 2024).

## Medallero internacional
| Juegos Olímpicos   | Juegos Olímpicos         | Juegos Olímpicos  | Juegos Olímpicos        |
| Año                | Lugar                    | Medalla           | Competición             |
| ------------------ | ------------------------ | ----------------- | ----------------------- |
| 2020               | Tokio (Japón)            | Medalla de oro    | Persecución por equipos |
| 2024               | París (Francia)          | Medalla de bronce | Persecución por equipos |
| Campeonato Mundial |                          |                   |                         |
| Año                | Lugar                    | Medalla           | Competición             |
| 2020               | Berlín (Alemania)        | Medalla de bronce | Persecución por equipos |
| 2021               | Roubaix (Francia)        | Medalla de oro    | Persecución por equipos |
| 2021               | Roubaix (Francia)        | Medalla de plata  | Persecución individual  |
| 2022               | Saint-Quentin (Francia)  | Medalla de plata  | Persecución individual  |
| 2022               | Saint-Quentin (Francia)  | Medalla de plata  | Persecución por equipos |
| 2023               | Glasgow (Reino Unido)    | Medalla de plata  | Persecución por equipos |
| 2023               | Glasgow (Reino Unido)    | Medalla de bronce | Persecución individual  |
| 2024               | Ballerup (Dinamarca)     | Medalla de oro    | Persecución individual  |
| Campeonato Europeo |                          |                   |                         |
| Año                | Lugar                    | Medalla           | Competición             |
| 2020               | Plovdiv (Bulgaria)       | Medalla de plata  | Persecución individual  |
| 2020               | Plovdiv (Bulgaria)       | Medalla de plata  | Persecución por equipos |
| 2020               | Plovdiv (Bulgaria)       | Medalla de bronce | 1 km contrarreloj       |
| 2021               | Grenchen (Suiza)         | Medalla de oro    | Persecución individual  |
| 2023               | Grenchen (Suiza)         | Medalla de oro    | Persecución individual  |
| 2023               | Grenchen (Suiza)         | Medalla de oro    | Persecución por equipos |
| 2024               | Apeldoorn (Países Bajos) | Medalla de bronce | Persecución por equipos |

## Palmarés

### Pista
2020
- 2.º en el Campeonato Europeo en Persecución por equipos (con Stefano Moro, Francesco Lamon y Gidas Umbri)
- 2.º en el Campeonato Europeo en Persecución
- 3.º en el Campeonato Europeo en 1 km contrarreloj
- 3.º Campeonato del Mundo en Persecución por equipos (con Simone Consonni, Filippo Ganna y Francesco Lamon)

2021
- Juegos Olímpicos – persecución por equipos (con Filippo Ganna, Simone Consonni y Francesco Lamon)
- Campeonato Europeo en Persecución
- 2.º en el Campeonato del Mundo en Persecución
- Campeonato del Mundo en Persecución por equipos (con Simone Consonni, Filippo Ganna y Liam Bertazzo)

2022
- 2.º en el Campeonato del Mundo en Persecución
- 2.º en el Campeonato del Mundo en Persecución por equipos (con Simone Consonni, Filippo Ganna y Manlio Moro)

2023
- 3.º en el Campeonato del Mundo en Persecución
- 2.º en el Campeonato del Mundo en Persecución por equipos (con Simone Consonni, Filippo Ganna y Manlio Moro)
- Campeonato Europeo en Persecución
- Campeonato Europeo en Persecución por equipos (con Elia Viviani, Francesco Lamon y Filippo Ganna)

2024
- 3.º en los Juegos Olímpicos – persecución por equipos (con Filippo Ganna, Simone Consonni y Francesco Lamon)
- 3.º en el Campeonato Europeo en Persecución por equipos (con Davide Boscaro, Francesco Lamon y Simone Consonni)

### Ruta
2020
- 1 etapa del Giro Ciclistico d'Italia

2022
- 2 etapas de la CRO Race

2023
- 1 etapa del Tour de Arabia Saudita
- 1 etapa del Giro de Italia, más clasificación por puntos
- 1 etapa del Tour de Guangxi

2024
- 1 etapa de la Vuelta a la Comunidad Valenciana
- 2 etapas de la Tirreno-Adriático
- 3 etapas del Giro de Italia, más clasificación por puntos
- 3 etapas de la Vuelta a Alemania
- 2 etapas del Renewi Tour

2025
- 1 etapa de la Vuelta a la Comunidad Valenciana
- 2 etapas del UAE Tour
- 2 etapas de la Tirreno-Adriático
- 1 etapa de la Critérium del Dauphiné
- 2 etapas del Tour de Francia, más clasificación por puntos

## Resultados en Grandes Vueltas
| Carrera | Carrera         | 2019 | 2020 | 2021 | 2022 | 2023  | 2024  | 2025  |
| ------- | --------------- | ---- | ---- | ---- | ---- | ----- | ----- | ----- |
|         | Giro de Italia  | —    | —    | —    | —    | 103.º | 118.º | —     |
|         | Tour de Francia | —    | —    | —    | —    | —     | —     | 146.º |
|         | Vuelta a España | —    | —    | —    | —    | —     | —     | —     |

| —: No participó | Ab: Abandono |